# Bogandé
Bogandé é uma cidade burquinense, capital da província de Gnagna. Em 2012, sua população era estimada em 14 727 habitantes.